# 基隆市公共圖書館
基隆市公共圖書館（Keelung City Public Library），按《基隆市公共圖書館圖書資訊服務及使用管理自治條例》，係指由基隆市政府、基隆市各區公所設立，以社會大眾為主要服務對象的圖書館系統，目前由基隆市文化局圖書館、以及基隆市7個區公所管理的9個區圖書館（七堵區、中正區各轄有2個區書館）共同組成。基隆市文化局圖書館對於基隆市各區圖書館負有輔導責任。

## 各館
| 行政區 | 館舍名稱             | 圖片 | 所在地址                             | 備註 |
| 中正區 | 文化局圖書館         |      | 信一路181號2、3樓（基隆文化中心）    | |
| 中正區 | 中正區圖書館祥豐館   |      | 祥豐街66號2樓（祥豐市場二樓）        | 本館於民國89年成立，因館舍陳舊，後申請教育部閱讀環境改善案補助，配合本區新行政大樓新建工程於民國107年元月搬遷 |
| 中正區 | 中正區圖書館         |      | 中正路236號1樓（中正區行政大樓）     | |
| 中正區 | 中正區圖書館杜萬全館 |      | 八斗街57號3樓                        | |
| 仁愛區 | 仁愛區圖書館         |      | 光一路28號（仁愛區行政大樓）         | |
| 信義區 | 信義區圖書館         |      | 信二路179號4樓（信義區行政大樓）     | |
| 中山區 | 中山區圖書館         |      | 西定路230號3樓（西定市場）           | |
| 安樂區 | 安樂區圖書館         |      | 安樂路二段164號7樓（安樂區行政大樓） | |
| 七堵區 | 七堵區圖書館永平館   |      | 崇智街13之1號3樓                     | |
| 七堵區 | 七堵區圖書館百福館   |      | 福三街92號                           | 土地從基隆市立百福國民中學校地分拆                                                                            |
| 暖暖區 | 暖暖區圖書館         |      | 東勢街2號4樓（暖暖區行政大樓）       | |

## 外部連結
- 基隆市公共圖書館Facebook專頁
- 基隆市公共圖書館館藏查詢 （页面存档备份，存于）
- 基隆市圖書館各分館地址 （页面存档备份，存于）